# Ihr 106. Geburtstag
Ihr 106. Geburtstag (alternativ: Der Stolz der Familie) ist ein deutscher Film von 1958 des Regisseurs Günther Lüders. Er ist eine Adaption des Bühnenstücks Mamouret von Jean Sarment.

## Handlung
Die Witwe Cäcilie (Margarete Haagen) ist das Oberhaupt der Familien-Dynastie Burger. Sie steht kurz vor ihrem 106. Geburtstag, der im großen Stil und in Anwesenheit des Kultusministers und der Presse begangen werden soll. Die Feier soll eine Einheit der Großfamilie vor der Öffentlichkeit demonstrieren, doch eigentlich hasst jeder jeden und alle sind nur am Geld interessiert, das seit Jahren in der Familie ist, weil nur untereinander geheiratet wird. Der jungen Josefine Burger, die sich in einen Zirkusdirektor verliebt, steht folglich die Enterbung bevor. Um letzteres zu verhindern und Josefine glücklich zu sehen, droht Cäcilie ihrer Familie damit, der anwesenden Presse von ihren Affären mit diversen Männern und den daraus resultierenden unehelichen Kindern zu erzählen.

## Kritiken
„Eine alte Dame nutzt ihren Geburtstag zu Enthüllungen über ihr Leben, die die bigotte und spießige Verwandtschaft vor arge Probleme stellen, aber das Liebesglück ihrer Urenkelin festigen. Respektlose Farce, die mit einem etwas hausbackenen Zynismus die "heile" Familienwelt in Frage stellt.“

## Nachweise
1. ↑  Ihr 106. Geburtstag. In: Kabeleins: Filmlexikon. 17. Oktober 2014, ehemals im Original (nicht mehr online verfügbar); abgerufen am 18. Oktober 2015. (Seite nicht mehr abrufbar. Suche in Webarchiven)